# Leelee Sobieski
Liliane Rudabet Gloria Elsveta Sobieski, (Leelee) (New York, 10 juni 1983) is een Amerikaans beeldend kunstenaar en voormalig actrice.
Sobieski debuteerde in 1994 voor de camera in de televisiefilm Reunion. Na een daaropvolgende reeks voornamelijk eenmalige rolletjes in televisieseries, maakte ze haar bioscoopdebuut in Jungle 2 Jungle (1997). Ze won in 1999 een YoungStar Award voor haar hoofdrol in de televisiefilm Joan of Arc en een jaar later kreeg ze de Young Hollywood Award in de categorie  'Superstar of Tomorrow - Female' . Voor Joan of Arc werd ze ook genomineerd voor een Emmy Award, een Golden Globe en een Satellite Award. Twee jaar later werd Sobieksi opnieuw genomineerd voor een Golden Globe voor haar hoofdrol in de televisiefilm Uprising (2001).
Sobieski stopte in 2012 met acteren om zich helemaal te richten op haar carrière als beeldend kunstenaar. Ze is schilder en beeldhouwer van abstract werk en is ook actief in VR-kunst (virtuele werkelijkheid). Als beginnend kunstenaar gebruikte ze haar huwelijksnaam Leelee Kimmel.

## Privé
Sobieski is de dochter van een Franse vader (Jean Sobieski)) en een Amerikaanse moeder (Elizabeth Salomon). Ze heeft een oudere zus en een jongere broer. Sobieski spreekt behalve Engels ook vloeiend Frans. Zodoende speelde ze zowel Engels- als Franstalige rollen. Haar achternaam dankt ze aan Poolse voorouders.
Sobieski trouwde in augustus 2010 met kledingontwerper Adam Kimmel.  Ze hebben een dochter, Louisianna Ray (2009), en een zoon, Martin (2014).

## Filmografie
| - Amerikali Kiz (2018, tv-film) - The Last Film Festival (2016) - Branded (2012) - Acts of Violence (2010) - Public Enemies (2009) - Night Train (2009) - Finding Bliss (2009) - Walk All Over Me (2007) - In the Name of the King: A Dungeon Siege Tale (2007) - 88 Minutes (2007) - The Elder Son (2006) - The Wicker Man (2006) - In a Dark Place (2006) - Heavens Fall (2006) - Lying (2006) | - Max (2002) - L'idole (2002, Franstalig) - The Glass House (2001) - Joy Ride (2001) - My First Mister (2001) - Here on Earth (2000) - Eyes Wide Shut (1999) - Never Been Kissed (1999) - A Soldier's Daughter Never Cries (1998, Franstalig) - Deep Impact (1998) - Jungle 2 Jungle (1997) - A Horse for Danny (1995, tv-film) - Reunion (1994, tv-film) |

## Televisieseries
*Exclusief eenmalige gastrollen
- NYC 22 - Jennifer 'White House' Perry (2012, dertien afleveringen)
- Les liaisons dangereuses - Cécile de Volanges (2003, drie afleveringen - miniserie)
- Uprising - Tosia Altman (2001, miniserie)
- Joan of Arc - Jeanne d'Arc (1999, miniserie)
- Charlie Grace - Jenny Grace (1995-1996, negen afleveringen)

## Trivia
- De Australische band Primitive Whore wijdde een nummer aan Sobieski, Why Leelee won't Love Me.

- Biblioteca Nacional de España: XX1498373
- Bibliothèque nationale de France: cb142285134 (data)
- Gemeinsame Normdatei: 138209030
- International Standard Name Identifier: 0000 0001 1474 9846
- Library of Congress Control Number: no00073629
- Nationale Bibliotheek van Tsjechië: xx0171004
- Nationale Bibliotheek van Israël: 987007326817805171
- Nationale Bibliotheek van Polen: a0000001650667
- Nederlandse Thesaurus van Auteursnamen: 188284788
- Système universitaire de documentation: 066834023
- Trove: 1457680
- Virtual International Authority File: 73401920
- WorldCat: E39PBJrm6pq7y4VpWFcBQVb8G3